# Cathédrale Saint-Louis de Versailles
Pour les articles homonymes, voir Saint-Louis et Cathédrale Saint-Louis.
La cathédrale Saint-Louis de Versailles est une église de style rocaille construite par l'architecte Jacques Hardouin-Mansart de Sagonne. Elle fut bénie le 25 août 1754, jour de la saint Louis, et choisie comme cathédrale à la création de l'évêché de Versailles en 1802. Elle ne fut consacrée qu'en 1843.

## Paroisse Notre-Dame et paroisse Saint-Louis
L'église du village de Versailles, avant la construction du château, était dédiée à saint Julien de Brioude. Cette église fut démolie en 1681. Sur son emplacement fut construit le Grand Commun du château. L'église Saint-Julien fut reconstruite dans la ville neuve. Elle eut d'ailleurs une existence éphémère. En 1684, Louis XIV posa la première pierre d'un nouvel édifice : la paroisse Notre-Dame qui donna son nom au quartier.

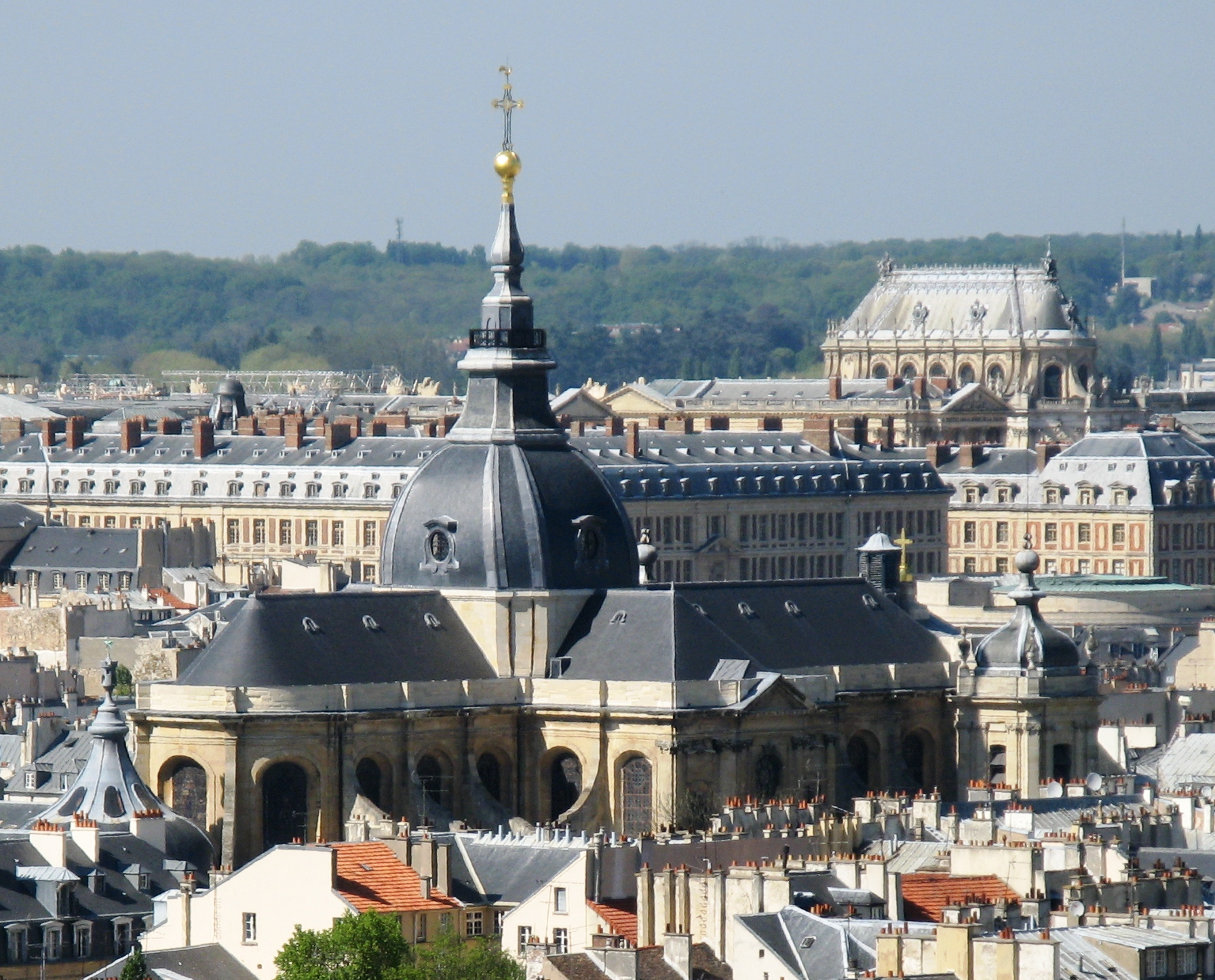
La cathédrale Saint-Louis, avec le château de Versailles dans le fond.

Les habitants du vieux Versailles, du Parc-aux-cerfs et des rues voisines, au nombre d'environ quatre mille cinquante, ne disposaient plus d'aucun lieu de culte. Notre-Dame était loin et son accès difficile, puisqu'il fallait alors traverser la place d'armes pour s'y rendre. Quand, à la fin du XVIIe siècle, cette partie de la ville prit de l'extension, les architectes chargés de dresser les plans ne manquèrent pas de prévoir une église. Dès 1725, on avait bâti à l'angle des rues de Satory et d'Anjou, près du Potager du roi, une chapelle provisoire longue d'une trentaine de mètres, flanquée d'un collatéral et entourée d'un cimetière. On commença à y enterrer au mois d'avril 1727, à y baptiser le 17 mai 1728.
Ce n'était qu'une succursale de la paroisse Notre-Dame. Elle était desservie par deux chapelains, prêtres de la Mission, comme ceux de l'église mère. À mesure que le quartier se développait, il fallut songer à lui donner de l'autonomie religieuse. Par décret de Charles Gaspard Guillaume de Vintimille du Luc, archevêque de Paris, en date du 4 juin 1730, la chapelle fut érigée en paroisse sous le patronage de saint Louis.
Les habitants durent se contenter de cette chapelle pendant plusieurs années. Ils étaient pourtant de plus en plus nombreux. Enfin, vers 1740, on résolut de bâtir une véritable église. Mais on ne voulut pas changer les habitudes que les paroissiens avaient prises. Il fut donc décidé que le monument serait construit à côté de la chapelle, et presque en vis-à-vis. Il y avait là une vaste place qui paraissait parfaitement convenir à cette destination.

## Historique de l'édifice
Louis XV désigna en mai 1742 Jacques Hardouin-Mansart de Sagonne, petit-fils de l'architecte de Louis XIV, au grand mécontentement d'Ange-Jacques Gabriel, architecte officiel du roi qui espérait recevoir la commande.
Les fondations furent entamées en juin 1742. Les entrepreneurs Letellier et Rondel se heurtèrent à un sol spongieux qui nécessita l'établissement de solides fondations à l'aide d'un vaste radier de pierres de taille couvrant toute la surface de l'église. La présence de pilotis est une légende.

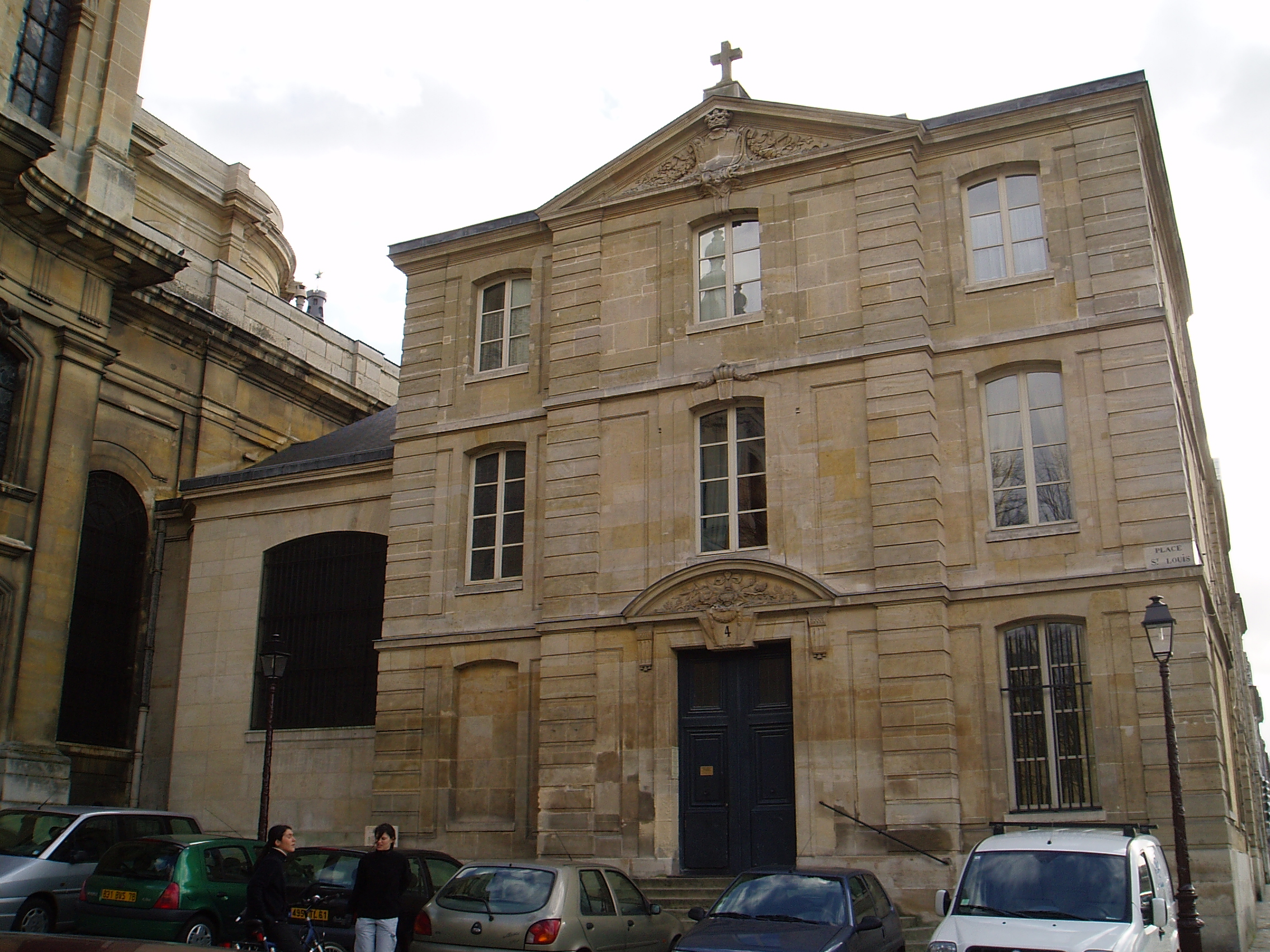
Maison des lazaristes.

La première pierre fut solennellement posée par l'archevêque de Paris le 12 juin 1743. Louis XV plaça lui-même dans une cavité creusée à cet effet une médaille d'or et quatre médailles d'argent, puis procéda au scellement de la pierre d'assise.
La construction fut lente et l'église ne fut terminée que douze ans plus tard. L'inauguration eut lieu le 24 août 1754, sans la présence de la famille royale car la dauphine, Marie-Josèphe de Saxe, avait accouché la veille d'un fils, futur Louis XVI. L'année suivante, le roi fit don de six cloches qui eurent pour marraines la reine (Marie), la dauphine (Joséphine), et les quatre filles de Louis XV (Adélaïde, Victoire, Sophie et Louise). L'ancienne chapelle fut détruite. Le presbytère mitoyen fut construit en même temps que la chapelle par Robert de Cotte. Ce bâtiment fit office d'évêché du XIXe siècle jusqu'en 1905.
En 1764, l'architecte Louis-François Trouard éleva, au-delà du bras gauche du transept, une chapelle, dite « du charnier », parce qu'elle était destinée à recevoir les corps des défunts décédés au château. Elle prit ensuite le nom de chapelle de la Providence. De superbes reliefs furent réalisés par le sculpteur du roi Augustin Pajou, figurant les quatre vertus cardinales à l'extérieur et les quatre docteurs de l'église en médaillons à l'intérieur. Pajou devait ensuite travailler à l'Opéra royal de Versailles.

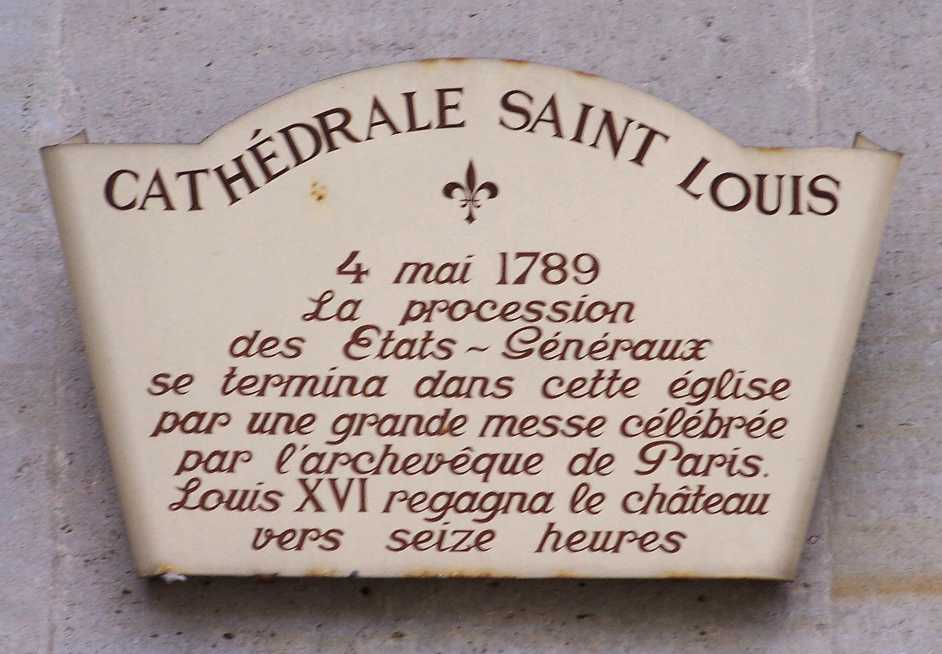
Plaque commémorative apposée sur la façade de la cathédrale et commémorant la procession du 4 mai 1789.

L'église Saint-Louis subit peu de transformations jusqu'à la Révolution, la paroisse royale restant l'église Notre-Dame. Cependant, le 4 mai 1789, quand s'ouvrirent les États généraux de 1789, ce fut à Saint-Louis que se rendit la procession solennelle partie de Notre-Dame, et c'est de la chaire de l'église qu'Anne-Louis-Henri de La Fare, évêque de Nancy, dénonça les abus de la Cour. Plusieurs séances des États généraux se tinrent également à Saint-Louis au cours du mois de juin 1789. Le 22, le serment du Jeu de paume y fut renouvelé.
En 1790, Versailles devint siège d'un évêché. Le premier évêque constitutionnel, Jean-Julien Avoine, choisit Notre-Dame pour cathédrale. Par la suite, l'église Saint-Louis fut fermée et la plupart des objets de culte ayant été confisqués, elle fut transformée en temple de l'Abondance. On lui en figura les attributs sur la façade, avec un laboureur peint sur le frontispice.
Au rétablissement du culte catholique en 1795, l'évêque constitutionnel Augustin-Jean-Charles Clément fit revenir les prêtres à Saint-Louis. L'église, plus vaste, fut préférée à Notre-Dame et devint cathédrale à la création de l'évêché de Versailles en 1802. Le 3 janvier 1805, le pape Pie VII, venu à Paris pour le sacre de l'empereur Napoléon Ier, fut accueilli par son premier évêque concordataire, Louis Charrier de La Roche.
Louis XVIII, qui ambitionnait de revenir à Versailles en 1816, tint à donner un éclat particulier à l'église qu'il avait connue dans sa jeunesse. Louis-Philippe, qui assista à un Te Deum chanté en 1837 à la suite de la prise de Constantine, poursuivit cet effort à travers la restauration de la chapelle de la Vierge (vitraux de la manufacture de Sèvres par Achille Devéria (1847-1848), statue par Dominique Molknecht (1846-1847).
En 1843, Louis Blanquart de Bailleul consacra la cathédrale qui n’avait été que bénie lors de son inauguration le 25 août 1754, jour de la saint Louis.
L'église subit d'assez graves dommages pendant la Révolution. Elle fut restaurée et embellie tout au long du XIXe siècle, jusqu'à la loi de 1905, grâce à ses évêques successifs, à Louis XVIII, Louis-Philippe et jusqu'en 1905 par l'administration des Cultes.
Elle a fait l’objet d’un classement au titre des monuments historiques le 30 octobre 1906.

## Architecture

### L'extérieur

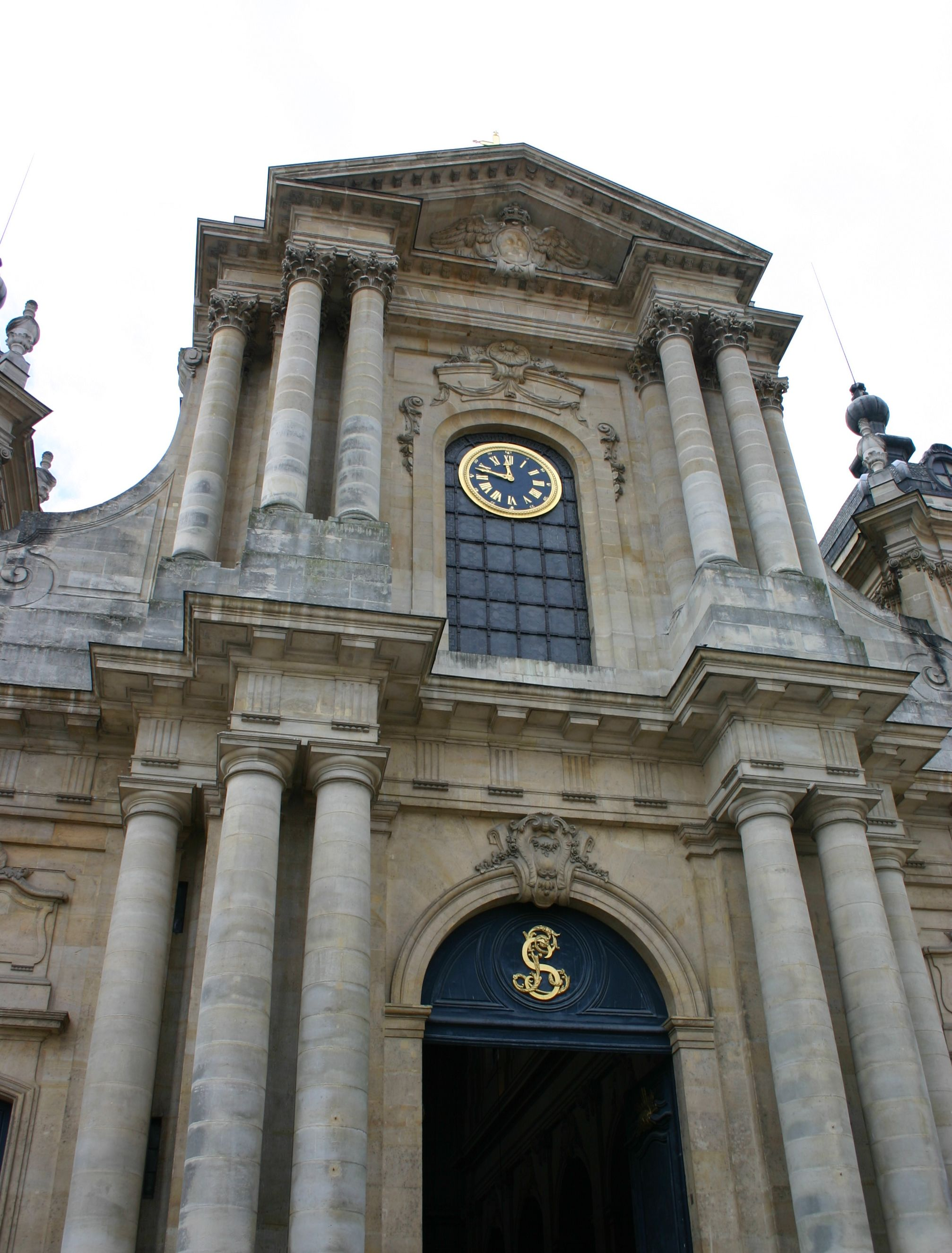
La façade de la cathédrale.

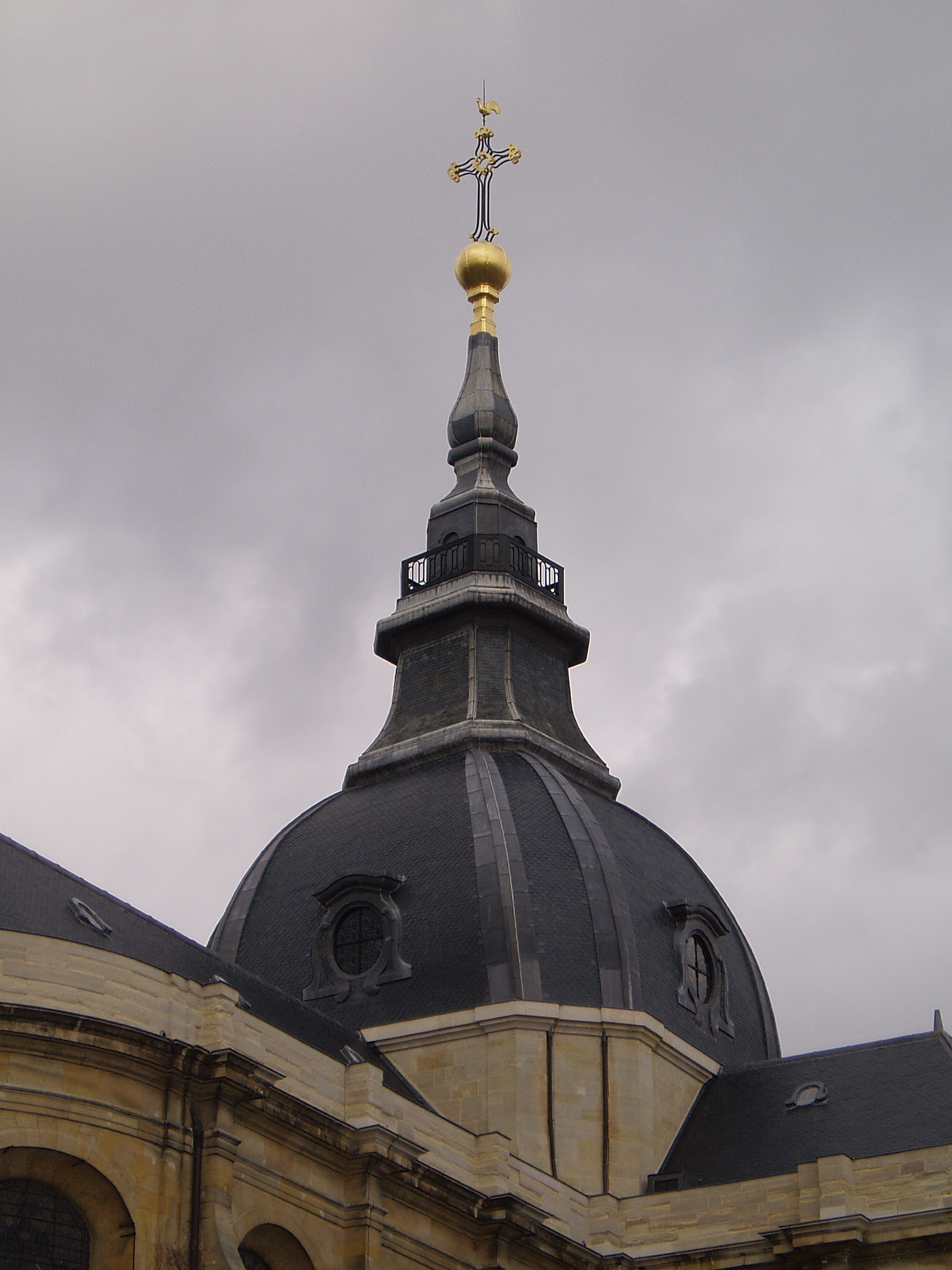
Le dôme de la cathédrale (hauteur du bulbe : 65 m).

Jacques Hardouin-Mansart de Sagonne a adopté le plan en croix latine issue de la tradition gothique, composé d'une nef centrale, de collatéraux avec chapelles, d'un transept saillant et d'un chœur entouré d'un déambulatoire, interrompu par la chapelle axiale de la Vierge.
Les bras du transept présentent des pans concaves inspirés de Francesco Borromini, artiste de référence dans l'architecture française depuis la fin du XVIIe siècle. 
L'église est orientée nord-sud, le Concile de Trente n'imposant plus l'orientation des églises vers l'est.
Juchée sur un vaste perron de huit marches, la façade s'élève sur deux niveaux. L'étage inférieur comprend trois portes. La principale est flanquée de six colonnes doriques. Les deux portes latérales sont flanquées de deux colonnes du même ordre en forte saillie, qui portent des pots à feu à pieds en forme de console inspirés d'un modèle de Jules Hardouin-Mansart pour la toiture du Grand Trianon, disparu au XIXe siècle.
Le second niveau occupe la partie centrale. Il s'orne de colonnes corinthiennes disposées comme à l'étage inférieur. Il se compose d'une baie en plein cintre qu'occupe une horloge. Cette ouverture est coiffée d'un linge inspiré de celui que Robert de Cotte, grand-oncle de l'architecte, réalisa pour la cathédrale de Montauban. Deux larges volutes inversées entourent le motif de façon originale.
Un fronton triangulaire sommé d'une croix dorée surmonte la façade. Il s'orne du blason royal ailé dont les fleurs de lys ont été supprimés à la Révolution. On en devine encore l'empreinte.
Les tours latérales sont scandées de pilastres doriques. Leurs saillies supportent des vases, selon un procédé esthétique original. Elles sont coiffées de bulbes d'aspect baroque, comme sur le lanternon disparu de la chapelle royale du château de Versailles ou le clocher, toujours en place, de la chapelle du Petit Trianon.
La croisée est couverte d'un vaste dôme à pans coupés. Son aspect a été altéré au XIXe siècle, où les boudins angulaires ont été remplacés par des plaques de zinc. Originale, la flèche en balustre se démarque des flèches droites réalisées par Jules Hardouin-Mansart à Notre-Dame de Versailles et, avant lui, par François Mansart à l'église parisienne Sainte-Marie-des-Anges.
À l'extrémité du bâtiment, la rotonde de la chapelle de la Vierge Marie est couronnée d'un dôme orné de deux attributs mystiques de Marie : Tour de David et Étoile du matin.

### L'intérieur

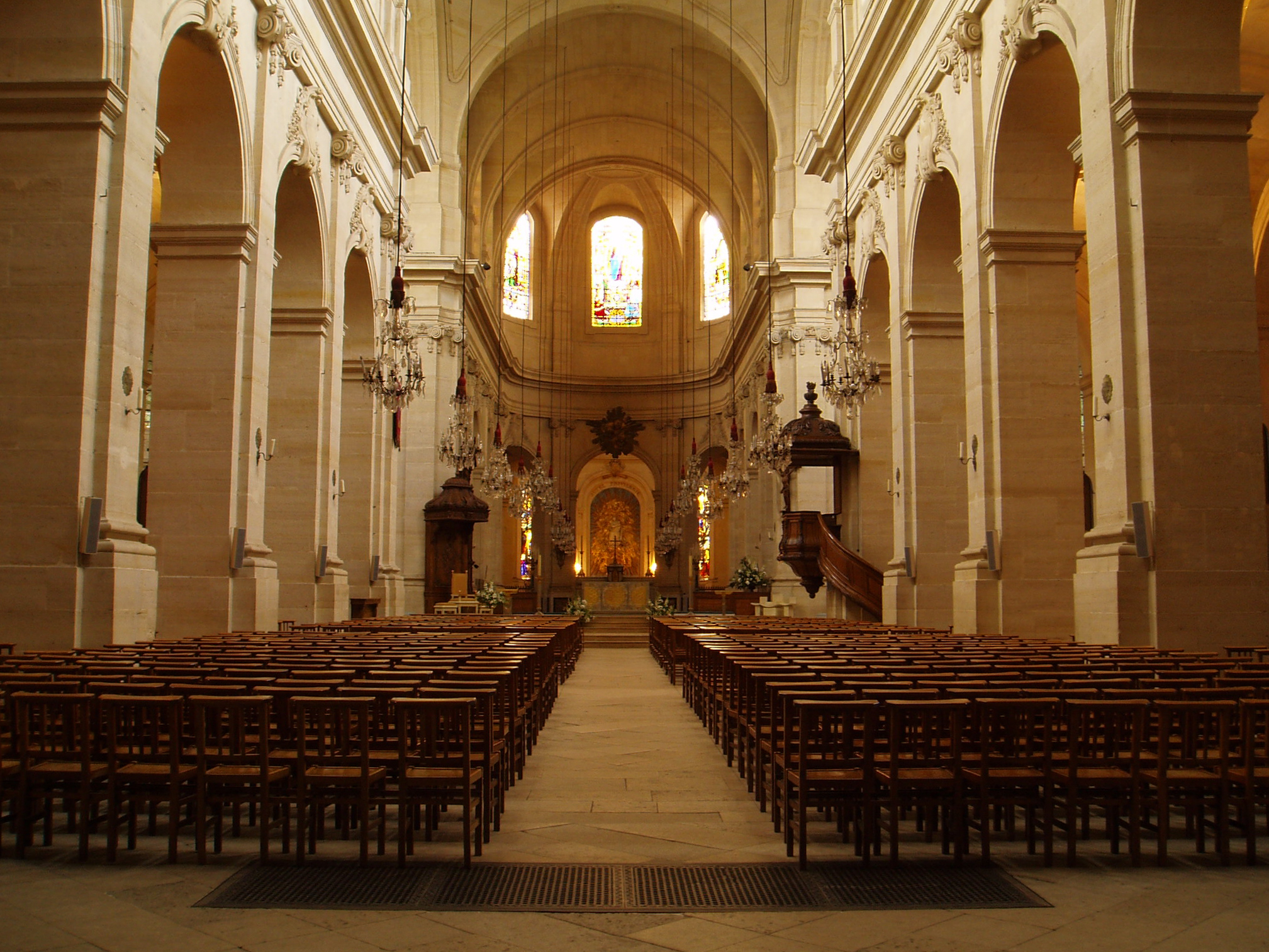
La nef de la cathédrale.

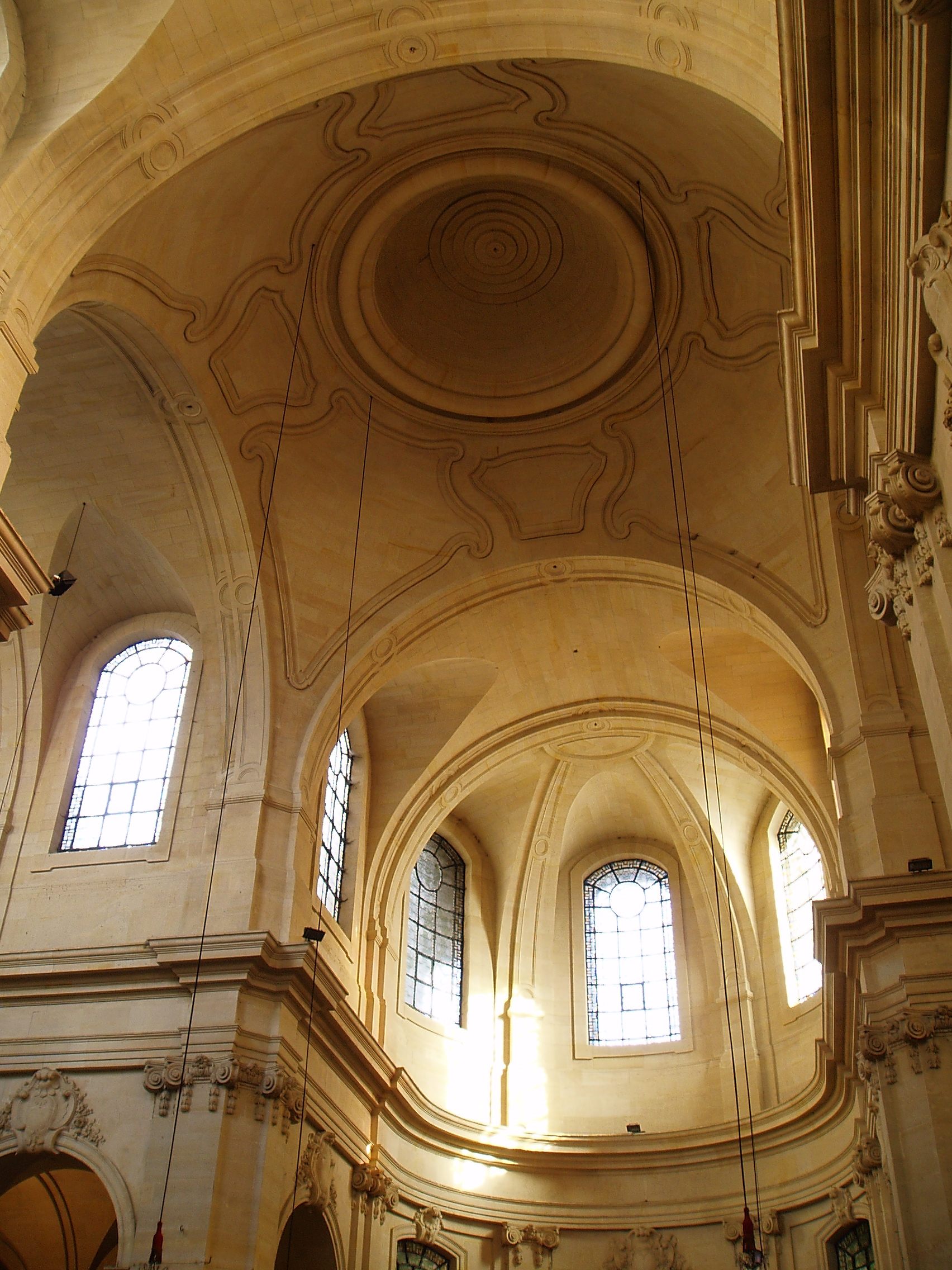
Coupole du chœur.

L'intérieur reflète le goût de la pierre nue des édifices religieux du XVIIIe siècle, allié à la délicatesse des ornements de style rocaille sculptés par Nicolas Pineau.
La nef, longue de cinq travées, est scandée de pilastres ioniques et ornée, à la clef, de cartouches fleuris aux motifs alternés.
Au-dessus de l'entrée, au revers de la façade, la tribune d'orgue est portée par un grand arc en anse de panier retourné, inspiré de la tribune des musiciens de la grande salle du château de Maisons-Laffitte par François Mansart. L'orgue est l'œuvre des Clicquot. Au-dessus des arcades, l'église est éclairée par des baies à vitraux peints en grisaille pour apporter plus de lumière, selon un procédé courant aux XVIIe et XVIIIe siècles.
Longue de 93 mètres, haute de 23, la nef est couverte d'une voûte à pénétration dont les doubleaux atteignent près d'un mètre d'épaisseur. La voûte des collatéraux retombe sur des piliers agrémentés de pilastres doriques reposant sur des dosserets qui accentuent le ressaut.
Le croisée du transept est couverte d'une calotte reposant sur de vastes pendentifs chantournés. Le traitement de cette croisée est doublement original : la calotte remplace la traditionnelle coupole ajourée et les pendentifs sont libres de tout ornement peint ou sculpté, dépouillement rare à cette époque.
Les bras du transept s'achève en demi-lune avec un autel au centre, conformément à la tradition. Les autels sont flanqués de deux portes en chêne sculpté. Au-dessus se trouvent, sur deux niveaux, des passages entre les faces externes et internes.
Le chœur se compose de trois travées latérales et d'une abside dédiée au sanctuaire, longue de trois travées également (soit 3 X 3, symbole de la Trinité). On y trouve les stalles des Pères de la Mission, tenants de l'église au XVIIIe siècle, et un maître-autel en marbre. Les piliers sont identiques à ceux de la nef, à l'exception des ornements pour lesquels Nicolas Pineau composa de nouveaux motifs alternés. Une vue intérieure de l'église au XVIIIe siècle, conservée au musée Lambinet de Versailles, montre qu'une grille fermait le chœur.
Le déambulatoire est interrompu par la chapelle axiale. On prétend que ce fut par mesure d'économie et non par volonté architecturale. La chapelle de la Vierge donne ainsi directement sur le maître-autel.
Les aménagements du nouveau maître-autel effectués en 2002 s'inspirent d'un projet de Robert de Cotte non réalisé. Cet autel, conçu par Philippe Kaeppelin, a été consacré par Éric Aumonier le 7 avril. Revêtu d'étain repoussé et surmonté d'une table de marbre gris, ce nouvel autel s'orne de fines feuilles d'or avec, à l'avant, trois soleils rayonnants symbolisant la Trinité, sur les côtés des anges en plein vol et, à l'arrière, la couronne d'épines en hommage à Saint Louis.
Les chapelles qui flanquent les collatéraux et le déambulatoire sont dédiées, du côté gauche, à saint Julien, aux Trépassés, à sainte Geneviève et à saint Pierre. Au-delà du bras gauche du transept, on trouve les chapelle de l'Ecce Homo, de saint François, de saint Vincent de Paul, du Sacré-Cœur et de saint Joseph. Du côté droit se présentent les chapelles des Fonts baptismaux, de la Présentation de la Vierge et de saint Charles Borromée, cette dernière occupant deux travées. On y trouve le monument au duc de Berry, réalisé par le sculpteur James Pradier en 1821-1823. Au-delà du transept, les trois chapelles qui entourent le chœur sont dédiées au Bon pasteur, à Saint Louis et à saint Jean-Baptiste.
La chapelle de la Providence jouxte, à gauche, les chapelles de l'Ecce Homo et de Saint François. De forme rectangulaire, elle comprend un espace central abritant l'autel, délimité par quatre colonnes. Le dôme à caissons est éclairé d'un oculus. De part et d'autre, l'architecte a disposé deux nefs pour qu'hommes et femmes ne se mélangent pas. Elles sont éclairées par quatre grandes baies ornées de bas-reliefs réalisés par Augustin Pajou représentant, à l'extérieur, les quatre vertus cardinales et à l'intérieur, dans des médaillons en vis-à-vis, les quatre docteurs de l'Église. La Religion occupe le dessus-de-porte central.

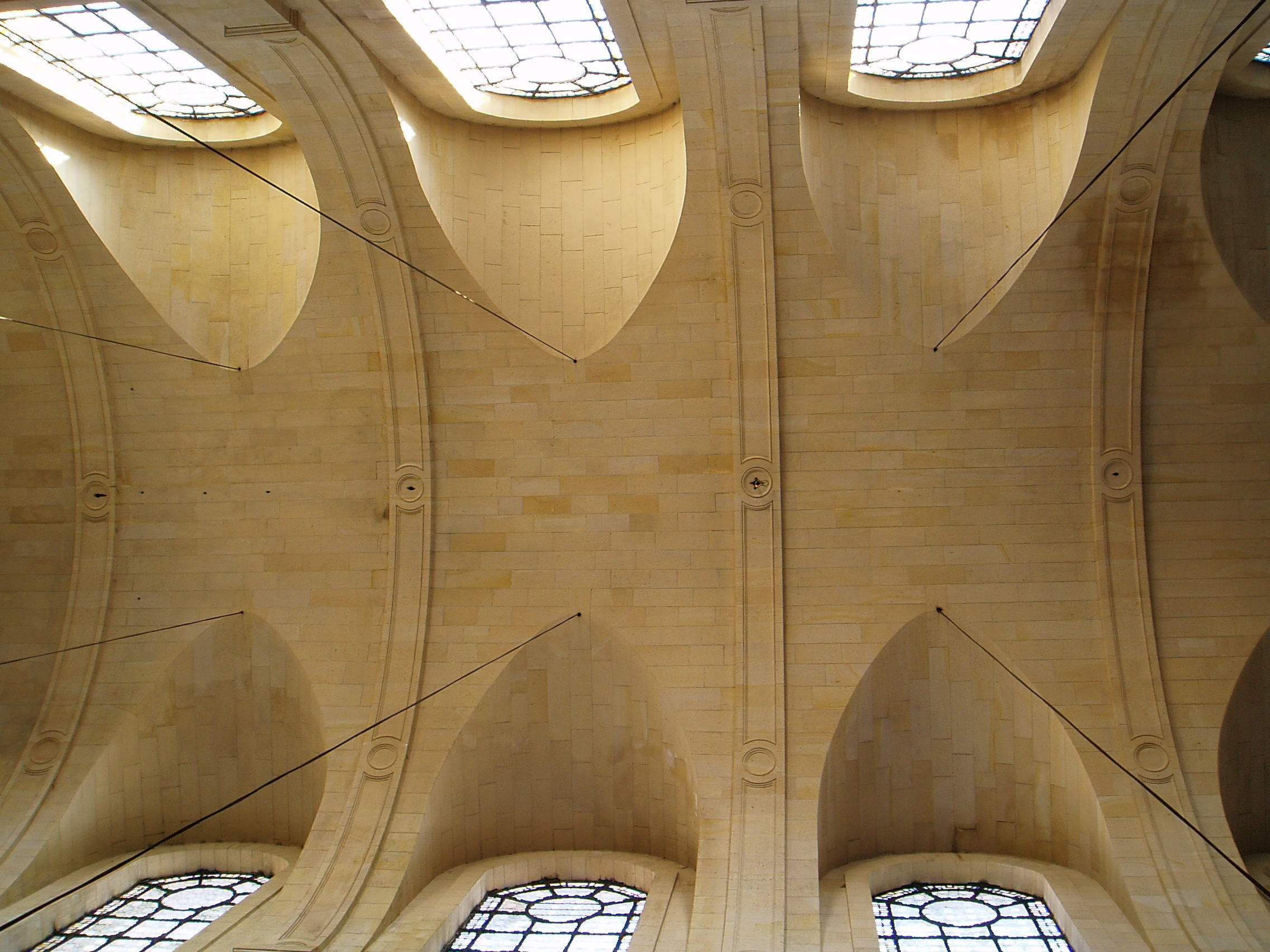
La voûte de la nef.
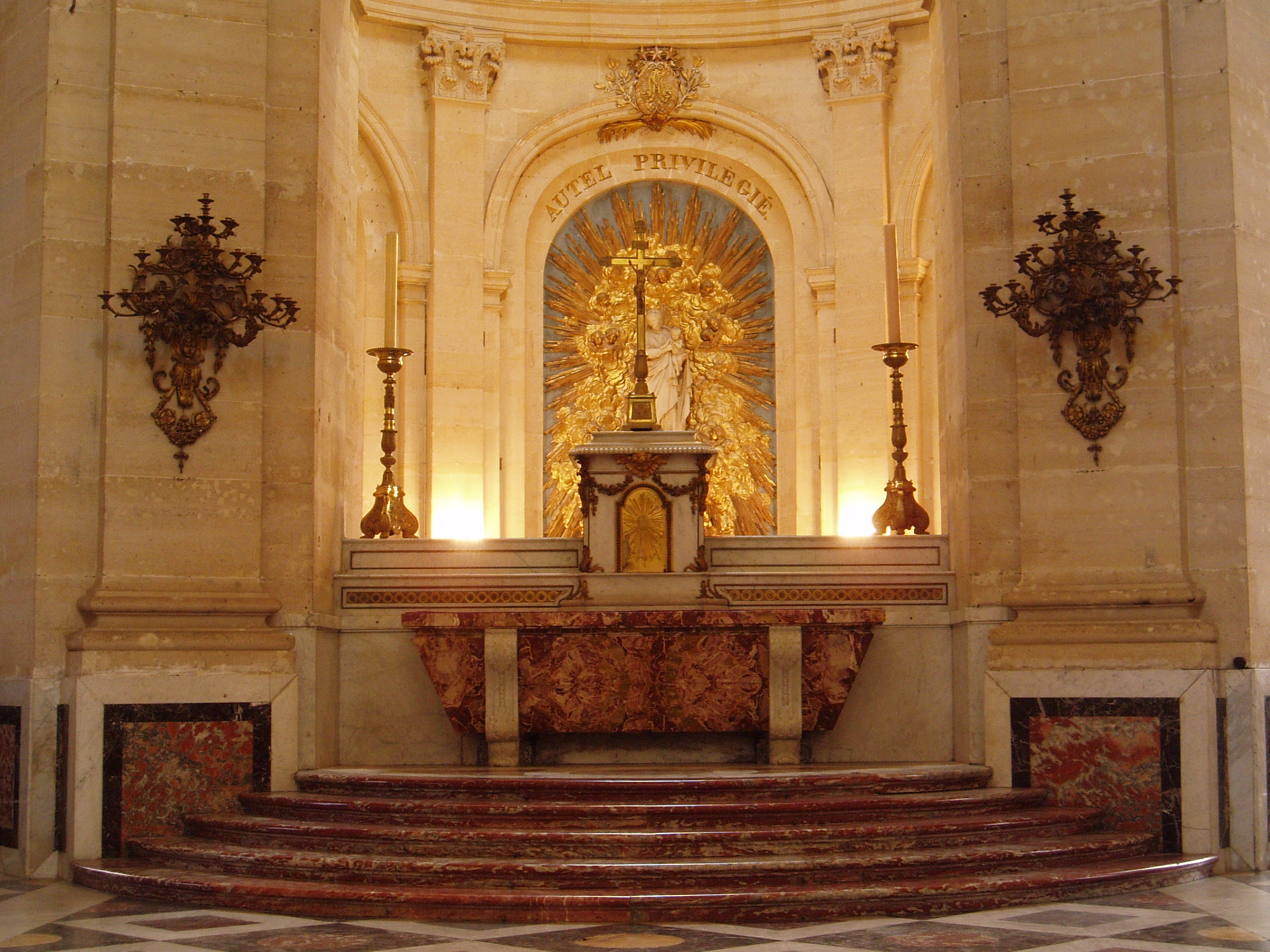
Le tabernacle, dans le chœur.
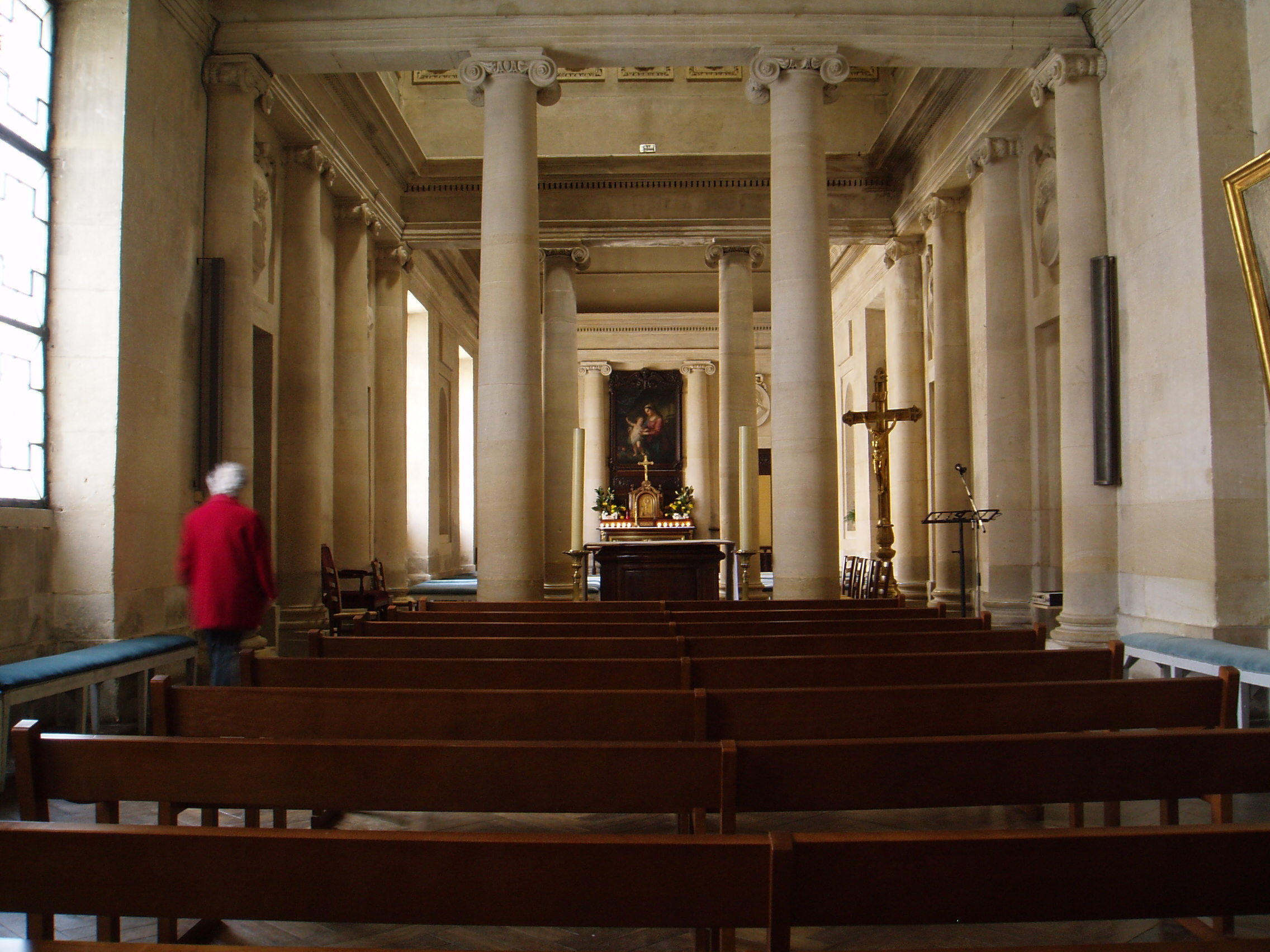
Chapelle de la Providence.

## Œuvres d'art

### Le mobilier

#### La chaire
Elle est contemporaine de la construction de l'église.

#### Le banc d'œuvre
En bois sculpté de style Louis XV, il était sans doute réservé aux marguilliers, membres de la fabrique.

#### Les confessionnaux
Deux des huit confessionnaux néo-classiques dessinés par Louis-François Trouard pour l'église y sont encore conservés. Trois autres sont aujourd'hui dans d'autres édifices religieux, l'un à l'église Saint-Martin de Jouy-en-Josas et deux autres à Saint-Germain-des-Prés.

#### Les bénitiers
En marbre blanc, ils furent sculptés en 1780 par Hersent.

#### L'autel
Il est l'œuvre de Philippe Kaeppelin (2002).

Le mobillier
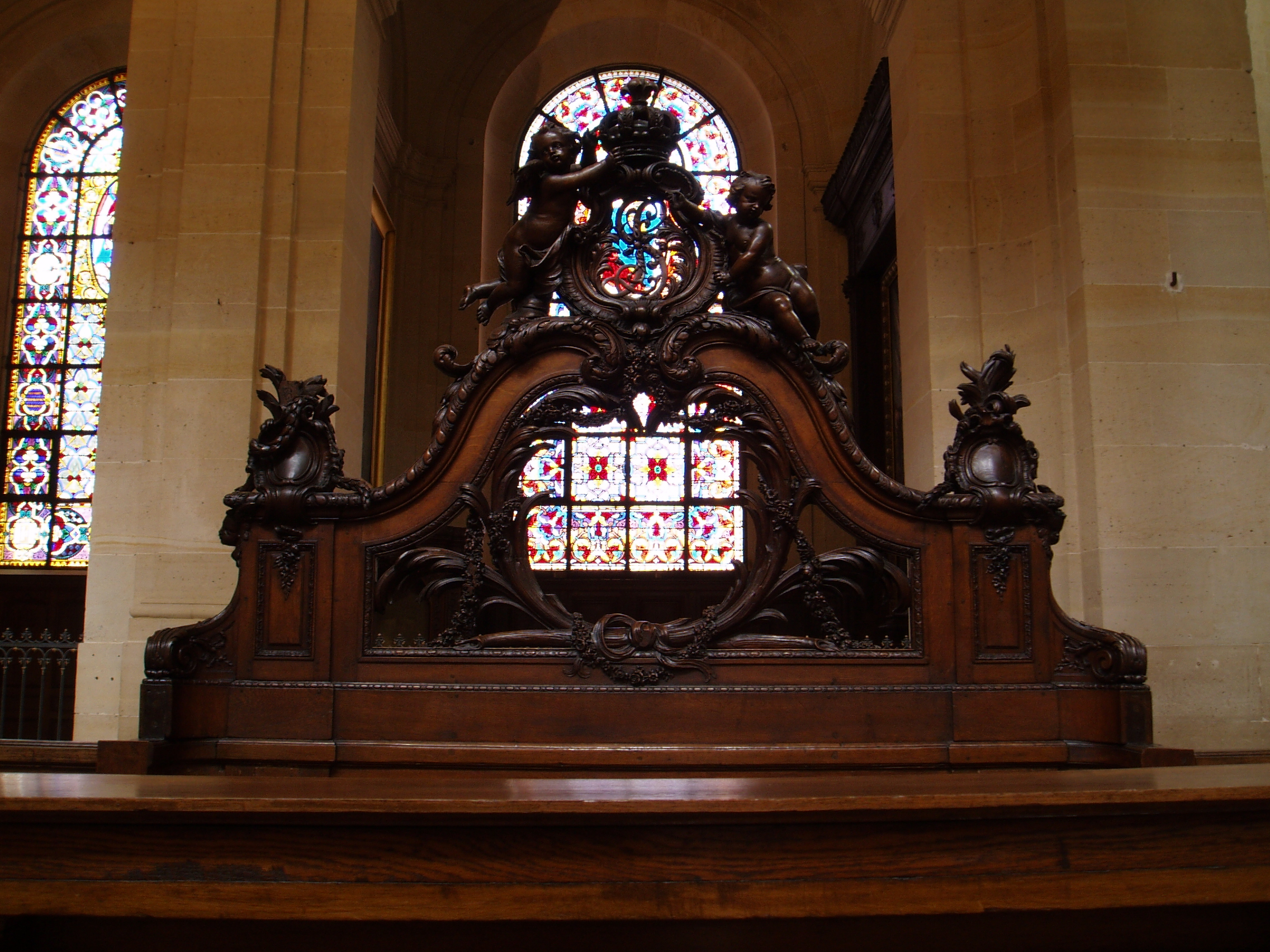
Banc d'œuvre.
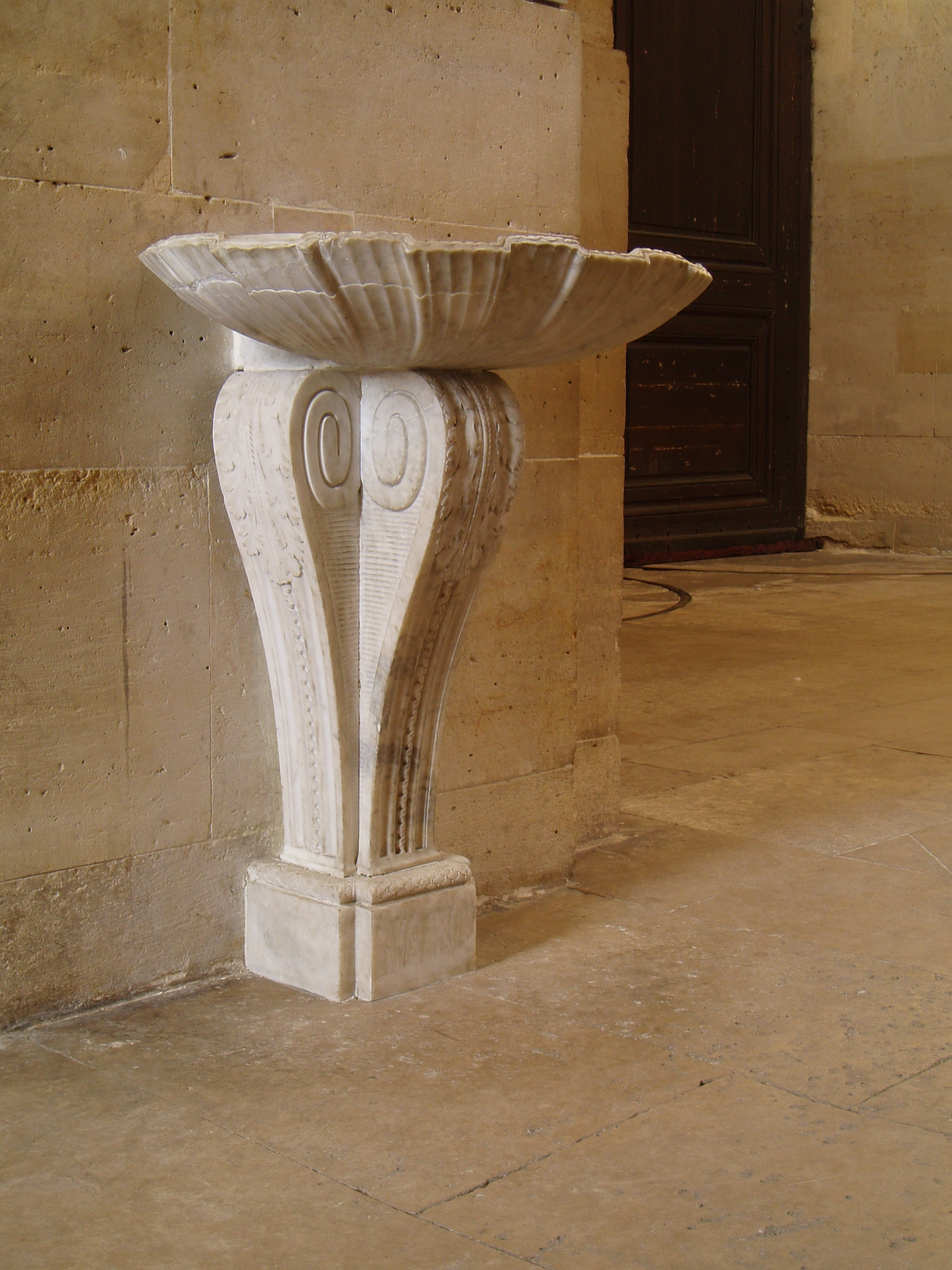
Bénitiers.
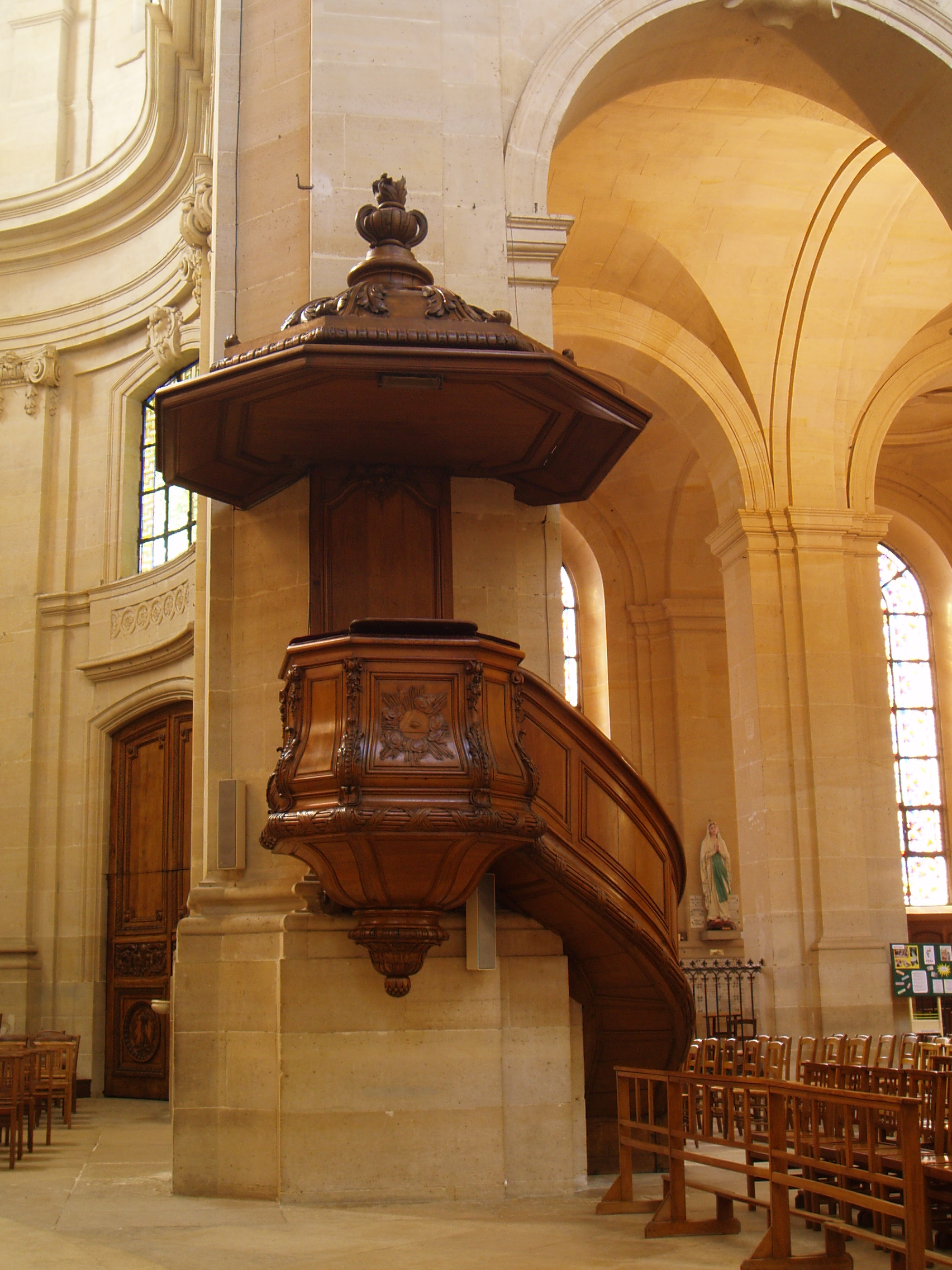
Chaire.
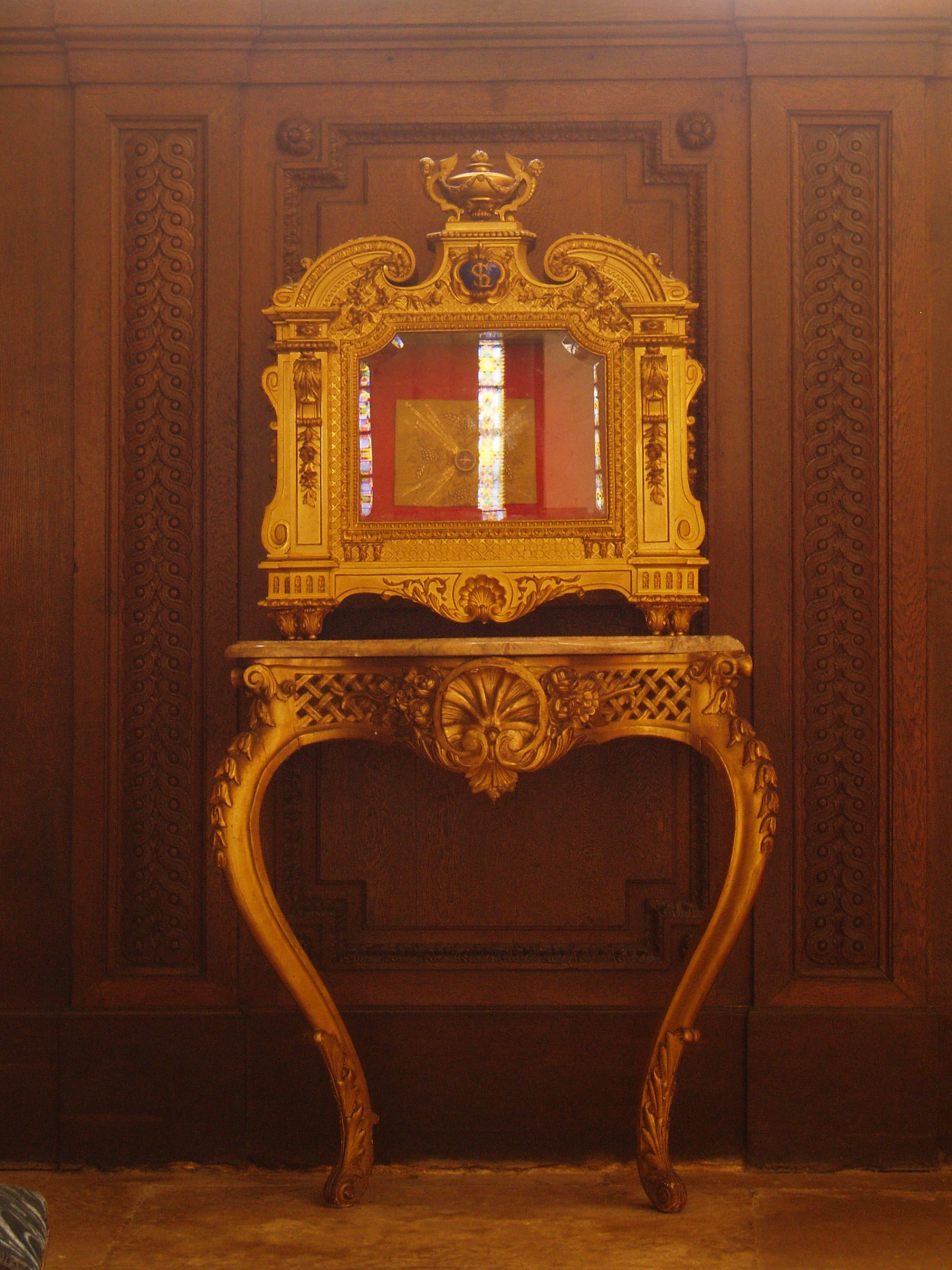
Reliquaire de saint Louis.
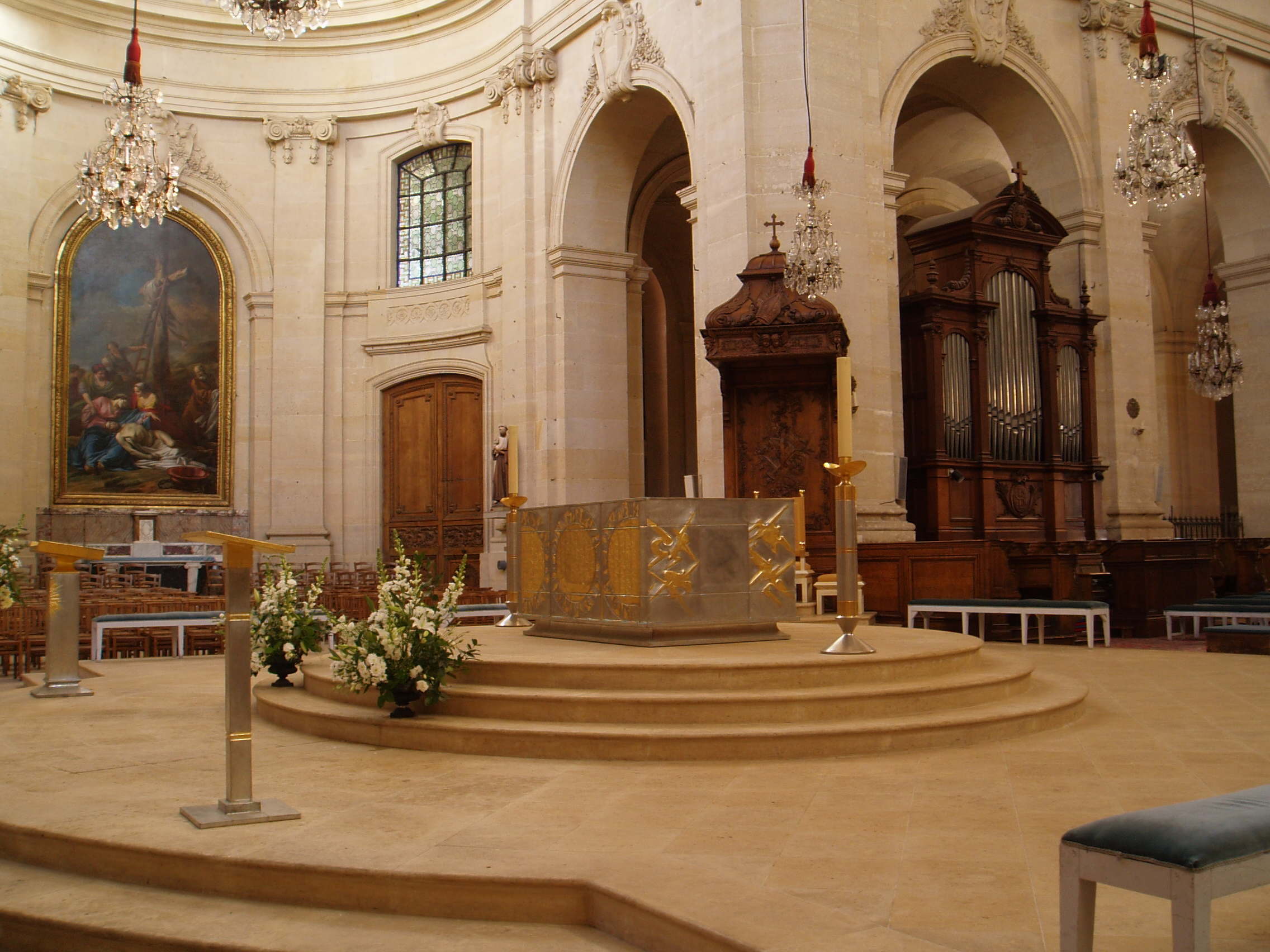
Chœur et maître-autel.

### Les tableaux
La cathédrale Saint-Louis de Versailles constitue un vaste musée de la peinture religieuse des XVIIIe et XIXe siècles. Pour son embellissement, Louis XV, Louis XVIII, Louis-Philippe et Napoléon III ont choisi les meilleurs peintres :
- Jean Jouvenet, François Lemoyne, Noël Hallé, Etienne Jeaurat, Jean-Baptiste Deshays de Colleville, Jean-Baptiste-Marie Pierre, François Boucher, Charles Amédée Philippe van Loo, Hyacinthe Collin de Vermont, Joseph-Marie Vien et Charles Monnet au XVIIIe siècle ;
- Jean-Victor Schnetz, Pierre-Sylvestre Coupin de la Couperie, Nicolas-Sébastien Frosté, Pierre-Louis Delaval, Cécile Thorel, Théodore Maillot et Adam Witkofsky au XIXe siècle.

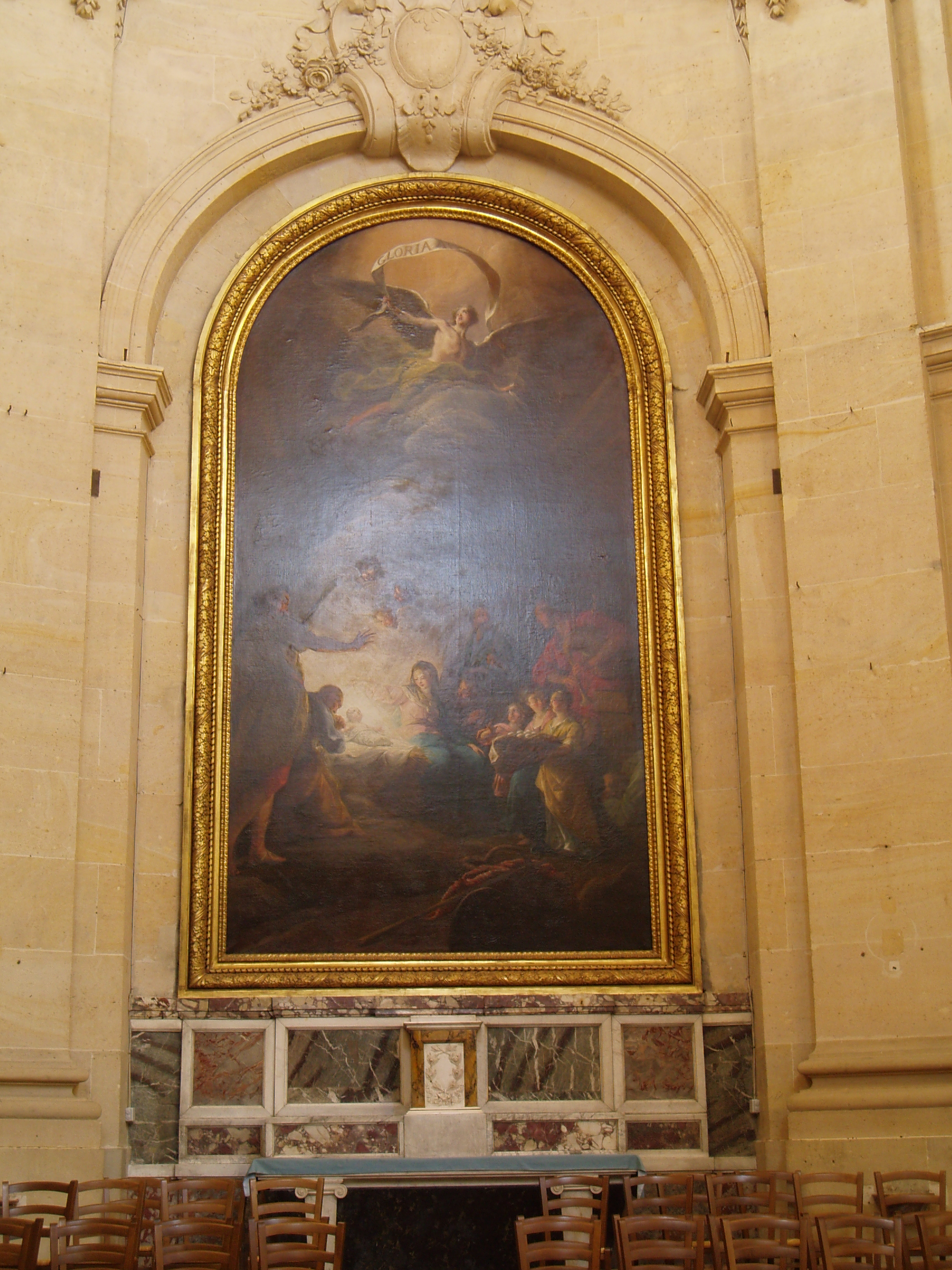
L'Adoration des bergers par Jean Restout (1761).
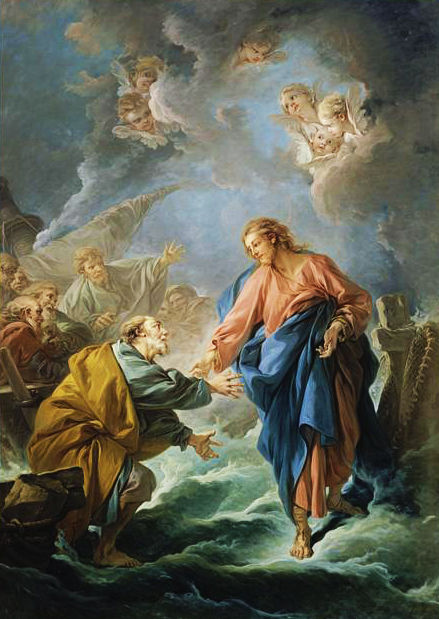
Saint Pierre tentant de marcher sur les eaux par François Boucher (1766).

### Les statues
La sculpture comporte des pièces communes à beaucoup d'églises du XIXe siècle.
Parmi les œuvres originales, on trouve :
- le monument du duc de Berry par James Pradier (1821-1823, chapelle Saint-Charles Borromée) ;
- la Vierge à l'enfant par Dominique Molknecht (1836-1837, chapelle de la Vierge) ;
- l'Ecce Homo par Auguste-Louis-Marie Ottin (1844, chapelle de la Vierge) ;
- le buste de Saint Louis par Catherine Cairn (2005, déambulatoire, devant la chapelle Saint-Louis).

### Les orgues

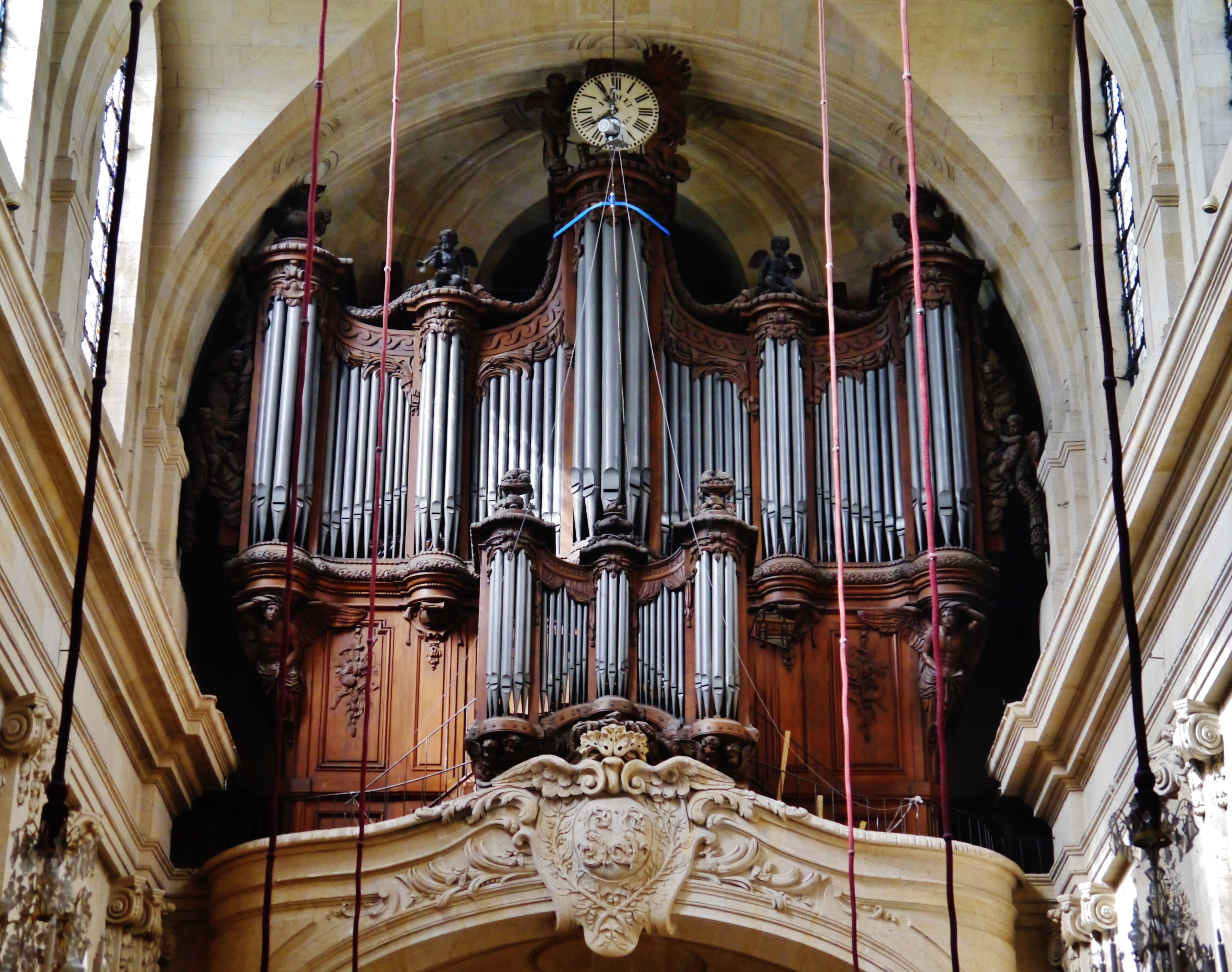
Les grandes orgues.

Le grand orgue fut commandé en 1759 à Louis-Alexandre Clicquot dont le père, Robert, avait travaillé à l'instrument de la chapelle royale du château de Versailles. Il fut achevé en 1761 par François-Henri Clicquot, son fils. Béni la veille de la Toussaint 1761, il possédait 45 jeux sur 4 claviers et un pédalier à grand ravalement. Il joua le 4 mai 1789, lors de la messe des États généraux convoqués par Louis XVI. Le 22 juin 1789, il anime la seconde proclamation du serment du Jeu de paume (la salle éponyme ayant été fermée par Louis XVI), confirmant son titre de « grand orgue historique ». Il traversa la période révolutionnaire, passablement endommagé par la poussière des grains entreposés dans le Temple de l'Abondance. Le sieur Bêche, de la municipalité de Versailles, fit procéder au retrait de trois fleurs de lys en bois sur le buffet du Positif en juillet 1793.
La sonorité de l'instrument fut louée par Louis XV, venu l'entendre le 11 juin 1762. La Gazette de France le compara à son homologue parisien de Saint-Roch et s'étonna de la magnificence de sa bombarde qui sonnait « comme s'il y en avait deux, comme à Saint-Roch ».

#### État des restaurations effectuées
- 1829 : réparations effectuées par Louis-Paul Dallery qui ajouta la bombarde au clavier de grand orgue.
- 1840 : intervention de John Abbey, nouvellement installé à Versailles, avec notamment l'installation d'une soufflerie qui remplaçait les six soufflets cunéiformes établis par les Clicquot.
- 1861 : rajeunissement par Aristide Cavaillé-Coll dans le goût du temps : perte du quatrième clavier au profit d'un Récit romantique et expressif de huit jeux, ajout de registres d'esthétique symphonique au détriment de quelques mutations et mixtures. Les parties restantes furent respectées. La transmission mécanique fut allégée par l'installation du levier Barker au grand orgue. L'indépendance de l'organiste fut renforcée par la mise en place de pédales de combinaisons. La soufflerie fut également modernisée par diverses pressions.
- 12 octobre 1987 : démontage complet de l'instrument, transporté en atelier dans la perspective du bicentenaire la Révolution française (1989). La restauration fut confiée à Théo Haerpfer (Manufacture Lorraine de Grandes Orgues) et dura deux ans, expert jean-Pierre Decavele. Le remontage fut effectué du 2 janvier au 15 février 1989, alors qu'on procédait au nettoyage complet de l'intérieur de la cathédrale. Un concert de Marie-Claire Alain marqua la fin de la restauration. Cette restauration a été remise en cause notamment sur le choix de la colle qui a abÎmé par la suite la tuyauterie[3].
- 2018-2020 : restauration par les facteurs DLFO et Mulheisen, cahier des charges par Eric Brottier, expert.

Le grand orgue H = 12,14 m, L = 10,91 m, situé à 15 mètres du sol, pèse environ 53 tonnes et compte 3 248 tuyaux répartis en 46 jeux sur 3 claviers et pédalier.

#### Composition
| Positif 56 notes            |
| Montre 8'                   |
| Bourdon 8'                  |
| Gambe 8'                    |
| Prestant 4'                 |
| Quinte 2 2/3'               |
| Doublette 2'                |
| Tierce 1 3/5'               |
| Piccolo 1'                  |
| Cornet V                    |
| Plein-Jeu harmonique III-VI |
| Trompette 8'                |
| Cromorne 8'                 |
| Clairon 4'                  |

| Grand-Orgue 56 notes |
| Montre 16'           |
| Bourdon 16'          |
| Montre 8'            |
| Bourdon 8'           |
| Salicional 8'        |
| Flûte harmonique 8'  |
| Gambe 8'             |
| Prestant 4'          |
| Dulciane 4'          |
| Doublette 2'         |
| Cornet V             |
| Fourniture VI        |
| Cymbale IV           |
| Bombarde 16'         |
| 1re Trompette 8'     |
| 2e Trompette 8'      |
| Clairon 4'           |

| Récit expressif 56 notes |
| Viole de gambe 8'        |
| Voix céleste (TC) 8'     |
| Flûte harmonique 8'      |
| Flûte octaviante 4'      |
| Trompette 8'             |
| Basson-Hautbois 8'       |
| Voix humaine 8'          |
| Clairon harmonique 4'    |
| Trémolo                  |

| Pédale 30 notes |
| Bourdon 32'     |
| Flûte 16'       |
| Flûte 8'        |
| Flûte 4'        |
| Bombarde 16'    |
| Basson 16'      |
| Trompette 8'    |
| Clairon 4'      |

#### Organistes
- 1761-1785 : Nicolas Hubert Paulin
- 1785-1793 : Jean Nicolas Marrigues
- 1793-1795 : Julien Amable Mathieu
- 1797-1813 : (après deux ans d'interruption) Joseph Nicolas Saumet
- 1813-1820 : Étienne Balthazard Bellevaux
- 1824-1830 : (après quatre ans d'interruption) Grégoire André Louis Dégola
- 1830-1846 : Joseph Antoine Eigenschenk
- 1858-1891 : (après douze ans d'interruption) Henri Lambert
- 1891-1895 : Dominique Charles Planchet
- 1895 : Paul Fauchey
- 1896 : ____ Monier
- 1897-1907 : Louis Frade
- 1907-1953 : Augustin Pierson
- 1953-1978 : Denise Chirat-Comtet
- depuis 1978 : Jean-Pierre Millioud
- en 2001 : Christian Ott est nommé co-titulaire

### Les cloches
La tour nord (celle de gauche) abrite une sonnerie de 4 cloches de volée, fondues en 1823 par Cavillier, fondeur de cloches à Carrépuis (Somme).
- Marie (bourdon) : Do 3 - 1.900 kilos (Ø = 1,50 m)
- Anatole : Ré 3 - 1.350 kilos (Ø = 1,34 m)
- Martine : Mi 3 - 980 kilos (Ø = 1,20 m)
- Zoé : Fa 3 - 780 kilos (Ø = 1,13 m)